# Mihal Brezis
Mihal Brezis é uma cineasta israelense. Como reconhecimento, foi nomeada ao Oscar 2015 na categoria de Melhor Curta-metragem por Aya.